# Andreas Raselius
Andreas Raselius (eigentlich Andreas Rasel; * zwischen 1561 und 1563 in Hahnbach; † 6. Januar 1602 in Heidelberg), auch genannt Andreas Raselius Ambergensis, war ein deutscher Komponist der Renaissance.
Raselius war Sohn eines Pfarrers im (damals evangelischen) Hahnbach. Nach dessen Tod 1569 zog er mit seiner Mutter nach Amberg, wo er möglicherweise Schüler des Komponisten Mathias Gastritz wurde. Er besuchte die Lateinschule in Sulzbach und studierte ab 1581 in Heidelberg. Ab 1584 war er Kantor an der Neupfarrkirche in Regensburg und wirkte als Lehrer am Gymnasium poeticum. Ab 1600 war er Hofkapellmeister in Heidelberg.
Er war Komponist zahlreicher geistlicher Musikwerke (Motetten, Lieder) und gilt auch als Autor der sechsstimmigen Motette auf dem steinernen Amberger Liedertisch (1591). Weiterhin verfasste er musiktheoretische Schriften, machte sich aber auch als Theologe, Philosoph und nicht zuletzt als Chronist einen Namen, so veröffentlichte er 1598 eine Chronik der Stadt Regensburg.

## Familie
Raselius war seit dem 7. September 1584 in Regensburg verheiratet mit Maria, geb. Erndl († 1617 in Wiefelsdorf bei Schwandorf, wo sie als verarmte Witwe Obhut bei ihrem Schwager Pfarrer Andreas Pankratìus Frauenholz fand), einer Tochter von Mattis (auch Mattäus) Erndl, Inhaber der Apotheke am (Kohlen-)Markt – später als „Mohrenapotheke“ bekannt in Regensburg. Maria Erndls Bruder, Heinrich I. Erndel (getauft am 15. Juli 1569 in Regensburg, bestattet am 15. Juli 1623 in Wolfenbüttel), war in Prag kaiserlicher Leib- und Hofapotheker von Kaiser Rudolf II. († 1612) und Kaiser Matthias († 1619), von dem er im Jahre 1617 ein Adelsdiplom erhielt.
Neun Kinder gingen aus der Ehe hervor:
1. Barbara * 1587
2. Anna * 1588; † 1588 in Regensburg
3. Tobias * 1589; † 1589 in Regensburg
4. Christopherous Andreä * 2. Juli 1590 in Regensburg; † 1661 in Spraken
5. Wolfgang * 1592 in Regensburg † ca. 1601
6. Georgius Secundus * 1595 in Regensburg; † 21. Oktober 1657 in Regensburg
7. Johannes Jonas * 1596 in Regensburg
8. Johannes Thomas * 1598 in Regensburg; † 3. November 1623 in Vöklabruck
9. Walpurg * 1599 in Regensburg; † um 1600 in Heidelberg

## Überlieferung
Ein Autograph ("Geistliche | Psalmen vnd Lieder | So | In der Neüen Pfarr | zu Regenspurg | durchs gantz Jar vblich") von 1599 mit 51 fünfstimmigen Chorälen und nachgetragenen Kompositionen von Raselius' Nachfolger Paul Homberger wird in den Spezialsammlungen der Niedersächsischen Staats- und Universitätsbibliothek Göttingen unter der Signatur gr. 2° Cod. Ms. theol. 226 aufbewahrt. Die Handschrift diente als Vorlage für den Druck "Regenspurgischer Kirchen Contra punct", gedruckt in Regensburg 1599 von Bartholomäus Gräf.